# アレグザンダー・マクドナルド (第7代マクドナルド男爵)
第7代マクドナルド男爵アレグザンダー・ゴドフリー・マクドナルド（英語: Alexander Godfrey Macdonald, 7th Baron Macdonald MBE TD、1909年6月27日 – 1970年11月29日）はスコットランド出身のアイルランド貴族、フリーメイソン。

## 生涯
ゴドフリー・エヴァン・ヒュー・マクドナルド閣下（Hon. Godfrey Evan Hugh Macdonald、1879年3月5日 – 1914年11月2日、第6代マクドナルド男爵ロナルド・アーチボルド・マクドナルドの次男）と妻ヘレン（Helen、旧姓バンクス（Bankes）、1928年11月7日没、ウィリアム・メイリック・バンクスの娘）の長男として、1909年6月27日に生まれた。イートン・カレッジとケンブリッジ大学モードリン・カレッジで教育を受け、後者でM.A.の学位を修得した。
1928年2月2日、少尉としてキャメロン・ハイランダーズ第4大隊に配属された。のちに予備役につき、1949年1月1日に大尉に昇進した。年齢制限を超えたことにより、1959年8月8日に完全に引退して、少佐の名誉階級を与えられた。
1942年2月17日、インヴァネスシャーの副統監に任命された。ほかにもインヴァネスシャーの治安判事を務めた。
1944年国王誕生日記念叙勲において、1944年6月8日に大英帝国勲章メンバーを授与された。1950年10月3日、国防義勇軍勤続章を授与された。
1947年1月20日に祖父が死去すると、マクドナルド男爵位を継承した。同年5月1日、ロード・ライアン・キング・オブ・アームズの許可を受けてマクドナルドの紋章を回復した。
1952年1月28日にインヴァネス統監に任命され、1970年に死去するまで務めた。
フリーメイソンの一員であり、1953年から1957年までスコットランド・グランドロッジのグランドマスターを務めた。
1970年11月29日に死去、息子ゴドフリー・ジェームズが爵位を継承した。

## 家族
1945年6月14日、アン・ウィテカー（Anne Whitaker、1988年没、アルフレッド・ウィテカーの娘）と結婚、2男1女をもうけた。
- ジャネット・アン（1946年11月2日[9] – ）[13]
- ゴドフリー・ジェームズ（英語版）（1947年11月28日 – ） - 第8代マクドナルド男爵[13]
- アレグザンダー・ドナルド・アーチボルド（1953年9月3日[9] – ）[13]